# Брейкевей
Брейкевей — свінговий танець, популярний у період з 1919 по 1927 роки. Він виник в афроамериканських громадах Гарлему та був значним кроком у розвитку соціальних танців того часу, поєднуючи елементи попередніх танців, таких як Texas Tommy та Чарльстон. Брейкевей став важливою віхою в історії танців завдяки своїй імпровізаційній природі та новаторському підходу до взаємодії партнерів.

## Особливості танцю
Брейкевей виконувався під джазову музику і мав динамічну, імпровізаційну структуру. Танець зазвичай починався у закритій позиції, партнер і партнерка рухалися симетрично. Ключовою особливістю танцю було «виривання» (англ. breaking away): партнерка відпускалася у відкриту позицію, де кожен виконував імпровізовані рухи. У відкритій позиції танцівники імпровізували, додаючи характерні «файні кроки» (англ. fancy steps). У багатьох варіаціях передбачалася можливість сольного виконання.
Танець став символом свободи вираження в танцювальній культурі, що вирізняло його серед інших танців того часу.

## Поширення і популярність
Брейкевей отримав ширше визнання завдяки Джорджу Сноудену, одному з піонерів свінгових танців. У 1920 році він взяв участь у танцювальних змаганнях у Нью-Йорку, де продемонстрував його. У короткометражному фільмі «After Seben» (1929) можна побачити приклад виконання Сноуденом цього танцю.
Норма Міллер, відома учасниця танцювальної трупи Whitey's Lindy Hoppers, згадує у своїй книзі «Stompin’ at the Savoy», що Джордж Сноуден був одним із тих, хто виніс Брейкевей на «вулицю» — тобто зробив його популярним серед широкої публіки. Це допомогло танцю зайняти важливе місце в соціальній культурі Гарлему 1920-х років.

## Вплив на розвиток танців
Імпровізаційна складова Брейкевея, особливо перехід у відкриту позицію, став новаторським для парних танців того часу. Він започаткував нову еру соціального танців, де обидва партнери отримали більше свободи для самовираження.
Наприкінці 1920-х років Брейкевей поступово інтегрувався у лінді-хоп — танець, що згодом замінив його як найпопулярніший свінговий стиль. Саме лінді-хоп зберіг багато елементів Брейкевея, розвинувши їх у складніші й технічніші форми.